# Barchfeld (Werra)
Barchfeld is een ortsteil van de Duitse gemeente Barchfeld-Immelborn in de deelstaat Thüringen en is tevens zetel van de gemeentebestuur. De plaats ligt in het zuidwesten van Thüringen in het dal van de Werra tussen het Thüringer Woud en Rhön. Nabijgelegen plaatsen zijn Immelborn in het westen, Bad Salzungen in het noordwesten Witzelroda (gemeente Moorgrund) in het noorden, de stad Bad Liebenstein en haar stadsdeel Schweina in het noordoosten alsmede Breitungen/Werra (Landkreis Schmalkalden-Meiningen) in het zuiden. Op 31 december 2012 fuseerde de tot dan toe zelfstandige gemeente Barchfeld met Immelborn tot Barchfeld-Immelborn.

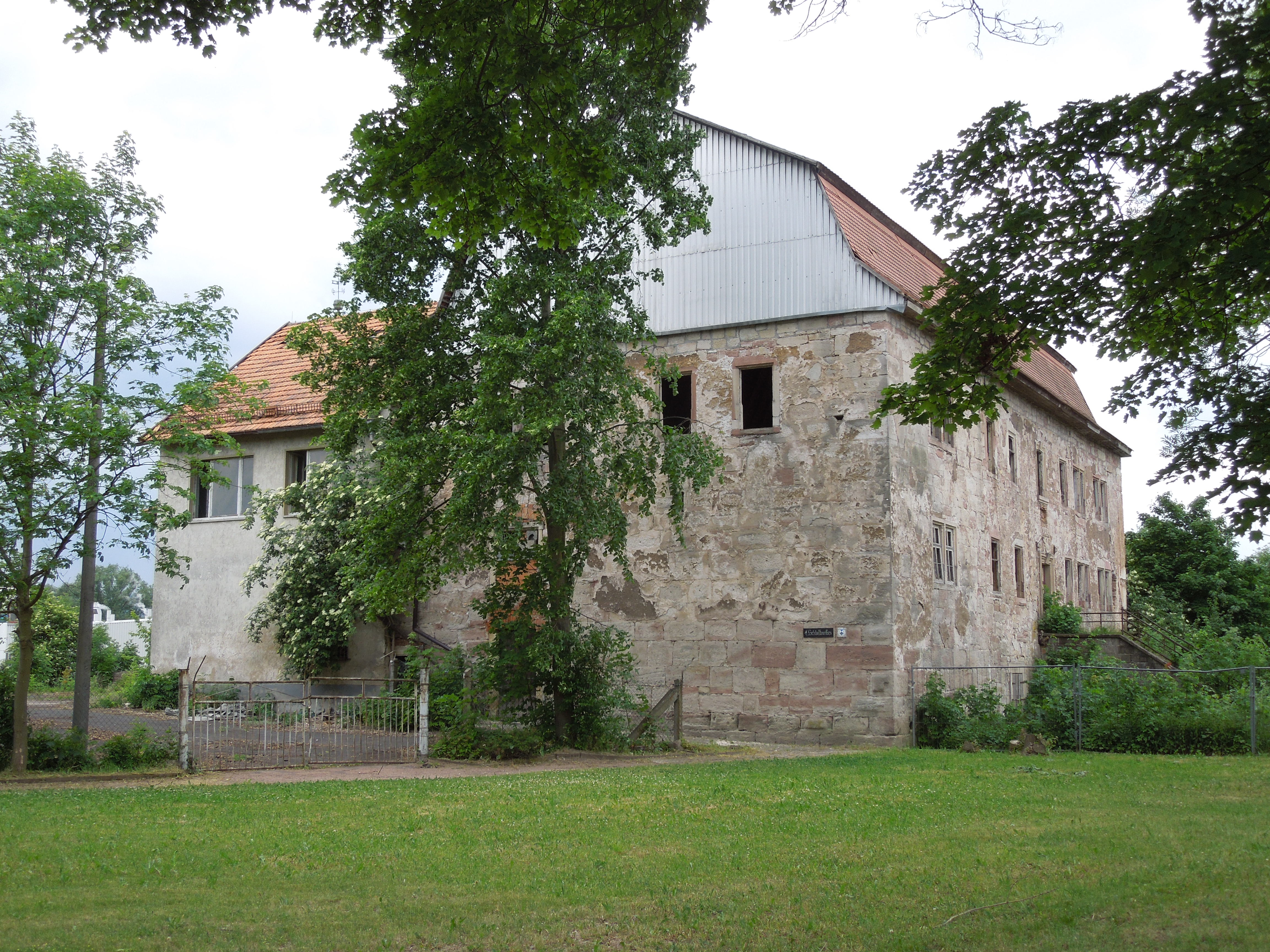
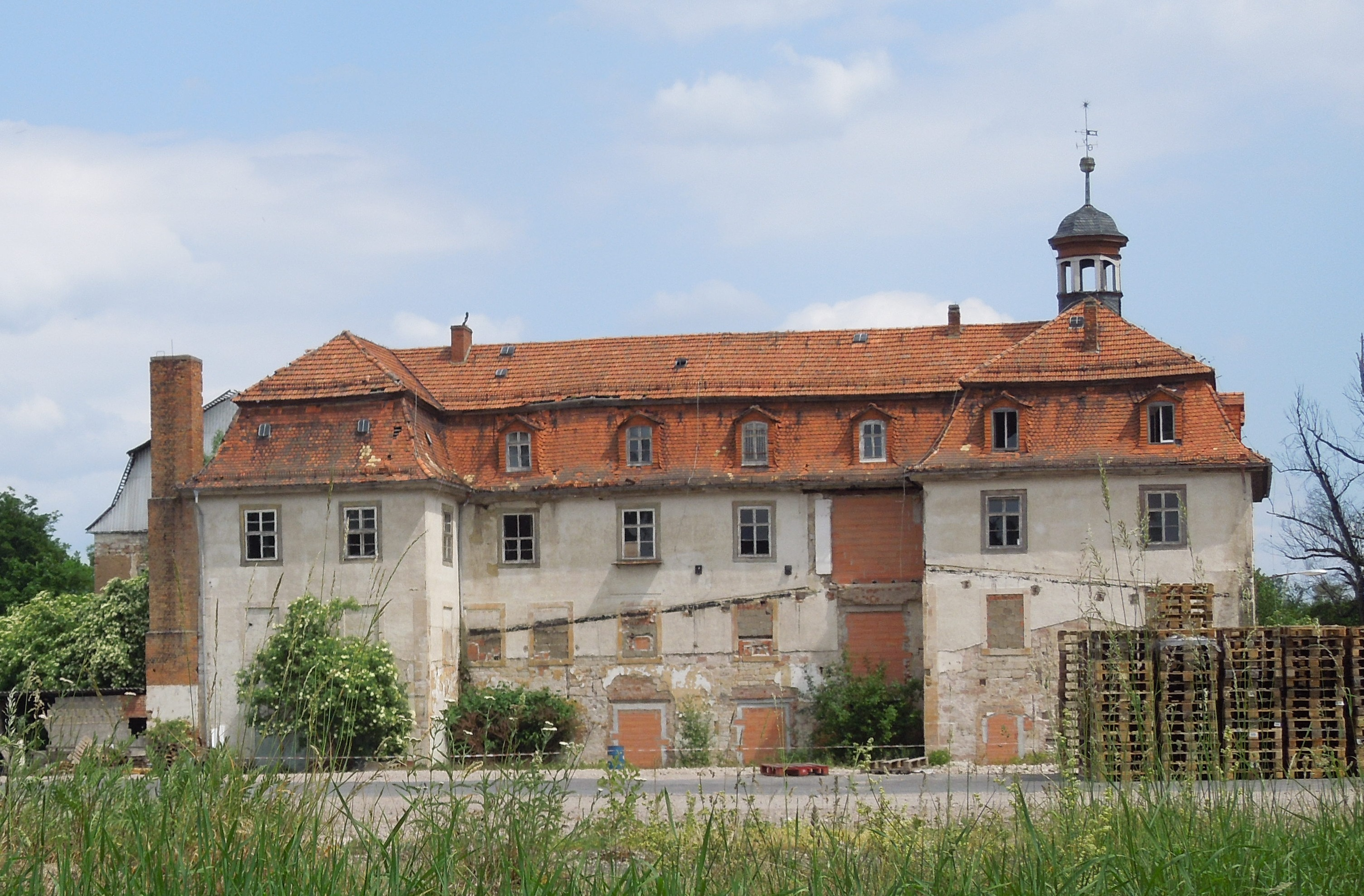
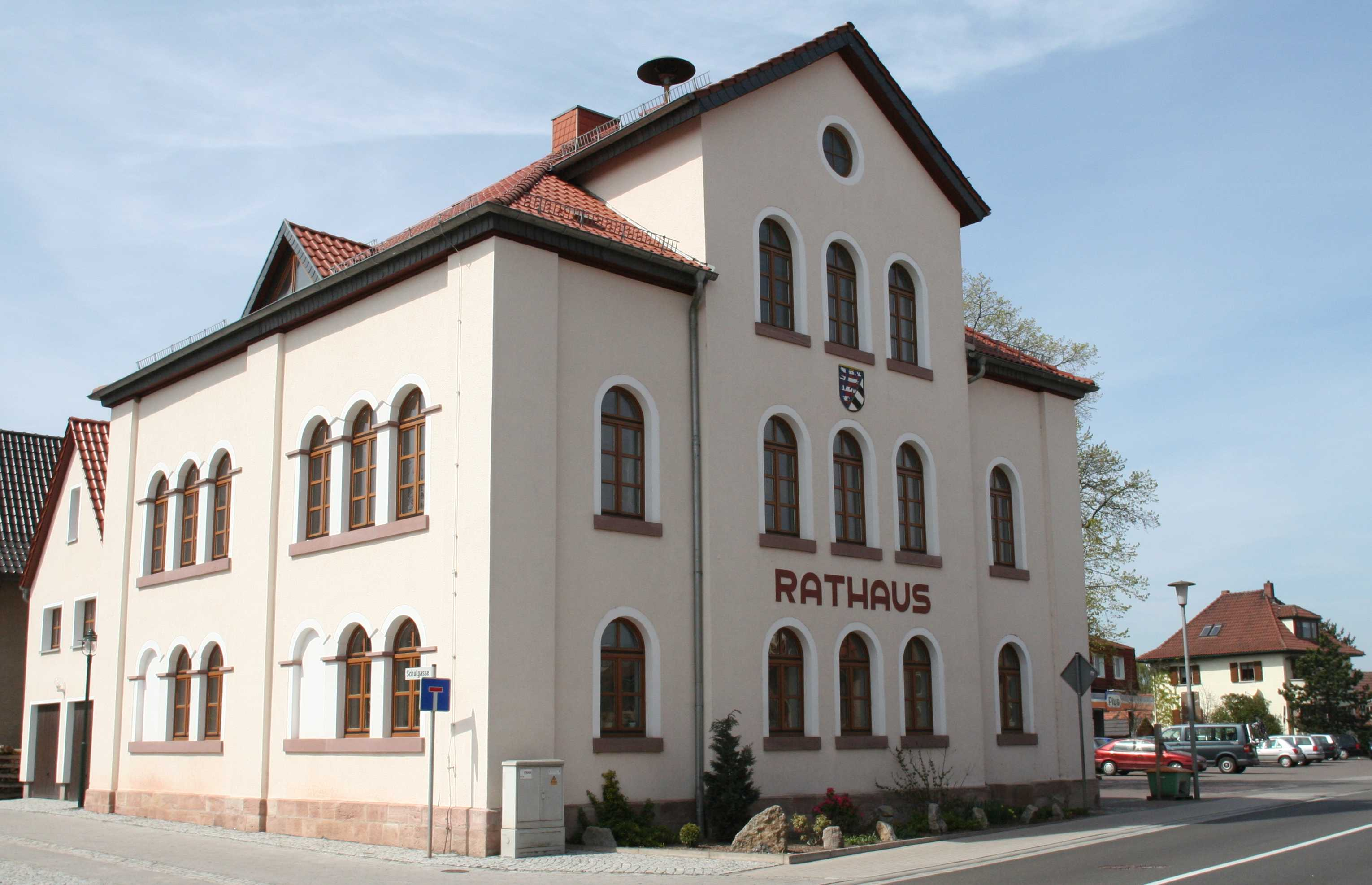
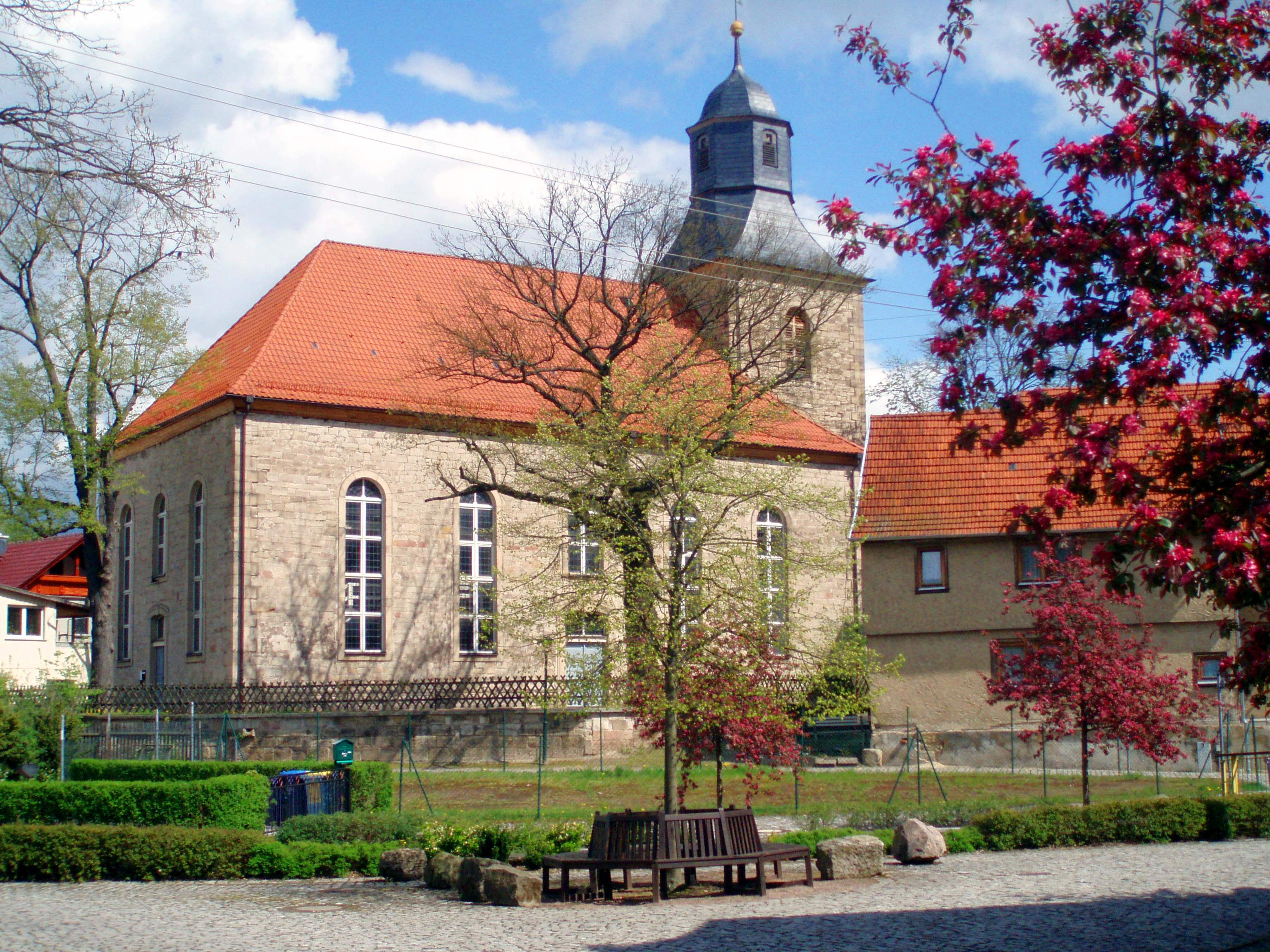